# Nuoto artistico ai campionati mondiali di nuoto 2024
Le competizioni di nuoto artistico ai campionati mondiali di nuoto 2024 si sono svolte dal 2 al 10 febbraio 2024 presso l'Aspire Dome di Doha, in Qatar.
Sono state disputate un totale di 11 gare: 2 maschili, 7 femminili e 2 miste.

## Calendario
| Data        | Ora (UTC+3) | Evento                                |
| ----------- | ----------- | ------------------------------------- |
| 2 febbraio  | 07:30       | Preliminari singolo tecnico femminile |
| 2 febbraio  | 10:15       | Preliminari singolo tecnico maschile  |
| 2 febbraio  | 12:00       | Preliminari duo tecnico               |
| 3 febbraio  | 07:30       | Preliminari duo misto tecnico         |
| 3 febbraio  | 12:00       | Finale singolo tecnico femminile      |
| 3 febbraio  | 18:00       | Preliminari libero combinato          |
| 4 febbraio  | 07:30       | Preliminari singolo libero femminile  |
| 4 febbraio  | 12:00       | Finale libero combinato               |
| 4 febbraio  | 18:00       | Finale duo misto tecnico              |
| 5 febbraio  | 07:30       | Preliminari squadre tecnico           |
| 5 febbraio  | 12:00       | Finale duo tecnico                    |
| 5 febbraio  | 18:00       | Finale singolo tecnico maschile       |
| 6 febbraio  | 17:30       | Preliminari singolo libero maschile   |
| 6 febbraio  | 12:00       | Finale squadre tecnico                |
| 6 febbraio  | 19:30       | Finale singolo libero femminile       |
| 7 febbraio  | 07:30       | Preliminari duo libero                |
| 7 febbraio  | 18:00       | Finale singolo libero maschile        |
| 8 febbraio  | 07:30       | Preliminari squadre libero            |
| 8 febbraio  | 12:00       | Finale duo libero                     |
| 9 febbraio  | 07:30       | Preliminari duo misto libero          |
| 9 febbraio  | 12:00       | Finale squadre libero                 |
| 10 febbraio | 07:30       | Finale duo misto libero               |

## Podi
| Evento                                | Oro                                                                                             | Punti    | Argento | Punti    | Bronzo | Punti    |
| ------------------------------------- | ----------------------------------------------------------------------------------------------- | -------- | --- | -------- | --- | -------- |
| Singolo maschile                      |                                                                                                 |          | |          | |          |
| Programma tecnico (Dettagli)          | Yang Shuncheng                                                                                  | 246,4766 | Giorgio Minisini | 245,3166 | Gustavo Sánchez | 231,0000 |
| Programma libero (Dettagli)           | Giorgio Minisini                                                                                | 210,1355 | Dennis Gonzalez Boneu | 196,2750 | Gustavo Sánchez | 192,0812 |
| Singolo femminile                     |                                                                                                 |          | |          | |          |
| Programma tecnico (Dettagli)          | Evangelia Platanioti                                                                            | 272,9633 | Jacqueline Simoneau | 269,2767 | Xu Huiyan | 262,3700 |
| Programma libero (Dettagli)           | Jacqueline Simoneau                                                                             | 264,8207 | Evangelia Platanioti | 253,2833 | Vasilina Chandoška | 245,1042 |
| Duo                                   |                                                                                                 |          | |          | |          |
| Programma tecnico (Dettagli)          | Cina Wang Liuyi Wang Qianyi                                                                     | 266,0484 | Gran Bretagna Kate Shortman Isabelle Thorpe | 259,5601 | Spagna Alisa Ozhogina Iris Tió Casas                                                                                      | 258,0333 |
| Programma libero (Dettagli)           | Cina Wang Liuyi Wang Qianyi                                                                     | 250,7729 | Paesi Bassi Bregje de Brouwer Noortje de Brouwer | 250,4979 | Gran Bretagna Kate Shortman Isabelle Thorpe                                                                               | 247,2626 |
| Duo misto                             |                                                                                                 |          | |          | |          |
| Programma tecnico (Dettagli)          | Kazakistan Nargiza Bolatova Eduard Kim                                                          | 228,0050 | Cina Cheng Wentao Shi Haoyu | 223,3166 | Messico Miranda Barrera Diego Villalobos Carrillo                                                                         | 217,5192 |
| Programma libero (Dettagli)           | Cina Cheng Wentao Haoyu Shi                                                                     | 224,1437 | Spagna Dennis Gonzalez Boneu Mireia Hernández Luna                                                                                                   | 208,3583 | Messico Trinidad Meza Diego Villalobos Carrillo                                                                           | 192,5772 |
| Squadre                               |                                                                                                 |          | |          | |          |
| Programma tecnico (Dettagli)          | Cina Chang Hao Feng Yu Wang Ciyue Wang Liuyi Wang Qianyi Xiang Binxuan Xiao Yanning Zhang Yayi  | 299,8712 | Spagna Marina García Polo Lilou Lluis Valette Meritxell Mas Alisa Ozhogina Paula Ramírez Sara Saldaña Iris Tió Casas Blanca Toledano                 | 275,8925 | Giappone Moe Higa Moeka Kijima Uta Kobayashi Tomoka Sato Ayano Shimada Ami Wada Mashiro Yasunaga Megumu Yoshida           | 275,8787 |
| Programma libero (Dettagli)           | Cina Chang Hao Cheng Wentao Feng Yu Li Xiuchen Wang Ciyue Xiang Binxuan Xiao Yanning Zhang Yayi | 339,7604 | Giappone Moe Higa Moeka Kijima Uta Kobayashi Tomoka Sato Ami Wada Akane Yanagisawa Mashiro Yasunaga Megumu Yoshida                                   | 315,2229 | Stati Uniti Anita Alvarez Jaime Czarkowski Megumi Field Audrey Kwon Calista Liu Jacklyn Luu Daniella Ramirez Natalia Vega | 304,9021 |
| Programma libero combinato (Dettagli) | Cina Chang Hao Feng Yu Wang Ciyue Wang Liuyi Wang Qianyi Xiang Binxuan Xiao Yanning Zhang Yayi  | 244,1767 | Ucraina Maryna Aleksiïva Vladyslava Aleksiïva Marta Fjedina Oleksandra Gorec'ka Veronika Hryško Daria Moshynska Anastasija Šmonina Valerija Tyščenko | 243,3167 | Stati Uniti Anita Alvarez Jaime Czarkowski Nicole Dzurko Keana Hunter Audrey Kwon Calista Liu Bill May Daniella Ramirez   | 242,2300 |

## Medagliere
| Pos.   | Paese                        | Oro | Argento | Bronzo | Totale |
| ------ | ---------------------------- | --- | ------- | ------ | ------ |
| 1      | Cina                         | 7   | 1       | 1      | 9      |
| 2      | Canada                       | 1   | 1       | 0      | 2      |
| 2      | Grecia                       | 1   | 1       | 0      | 2      |
| 2      | Italia                       | 1   | 1       | 0      | 2      |
| 5      | Kazakistan                   | 1   | 0       | 0      | 1      |
| 6      | Spagna                       | 0   | 3       | 1      | 4      |
| 7      | Gran Bretagna                | 0   | 1       | 1      | 2      |
| 7      | Giappone                     | 0   | 1       | 1      | 2      |
| 9      | Paesi Bassi                  | 0   | 1       | 0      | 1      |
| 9      | Ucraina                      | 0   | 1       | 0      | 1      |
| 11     | Colombia                     | 0   | 0       | 2      | 2      |
| 11     | Messico                      | 0   | 0       | 2      | 2      |
| 11     | Stati Uniti                  | 0   | 0       | 2      | 2      |
| 14     | Atleti Indipendenti Neutrali | 0   | 0       | 1      | 1      |
| Totale | Totale                       | 11  | 11      | 11     | 33     |